# Бедеева Поляна
Бедеева Поляна (баш. Бедеева Поляна) — село в Благовещенском районе Республики Башкортостан Российской Федерации. Центр Бедеево-Полянского сельсовета.   Согласно переписи 2020 года население составляло 1539 человек.

## География

### Географическое положение
Расстояние до:
- столицы Башкортостана (Уфы): 87 км,
- районного центра (Благовещенск): 45 км,
- ближайшей ж/д станции (Загородная): 60 км.

## История
Селения Федоровской волости
Село Поляна. История этого населенного пункта начинается в 1874 году, когда при речке Уса, к югу от Софийского хутора, в четырех верстах от села Федоровки переселенцами из Вятской губернии была образована деревня Поляна. Переселенцы купили участок земли у дворянина Василия Михайловича Глумилина по цене 15,5 рубля за десятину с переводом долга в сумме 8 тысяч рублей Нижегородско-Самарскому Банку, остальные деньги были выплачены за четыре года. В 1891 году крестьяне купили участок земли у Тихона Осиповича Булычева по цене 20 рублей за десятину с рассрочкой платежа на 10 лет. Кроме того, в течение довольно долгого времени крестьяне Поляны ежегодно арендовали пашню и покос. Поляновское сельское общество было образовано в 1880-е годы. Среди жителей Поляны было довольно много Ахапкиных, Юферовых, Христолюбовых, Трегубовых, Прокушевых, Сергеевых, также проживали Кожины, Коровины, Алалыкины, Шишкины, Перминовы, Агафоновы, Коноваловы, Гребеневы, Комаровы, Кислицыны, Тиуновы, Мартыновы, Манаичевы, Тюфяковы, а самой оригинальной была фамилия Безденежных. Поскольку Поляна находилась рядом с Федоровкой, где проживали бывшие помещичьи крестьяне, возникла довольно стойкая понятийная дихотомия «мы вятские, они барские».
В течение двух десятилетий Поляна входила в приход села Федоровки, но в 1894 году на средства прихожан была построена деревянная церковь в честь Рождества Христова. В 1895 году в селе насчитывалось 55 дворов и 345 человек, были отмечены хлебозапасный магазин, два маслобойных заведения, две кузницы, семь столярных мастерских, две бакалейные лавки. Одна лавка принадлежала Илье Мироновичу Перминову, другая – Алексею Коновалову. Многие крестьяне помимо сельского хозяйства занимались различными ремеслами – изготавливали мебель, плели лапти на продажу, шили верхнюю одежду, выделывали кожи крупного рогатого скота.
В начале 1896 года в Поляне открылась земская школа. Приход Христорождественской церкви в 1897 году состоял из самого села и пяти деревень с общим населением 1728 человек, включая 24 раскольников. В начале XX века приход состоял уже из десяти селений, церковь села Поляны стала центром 6-го благочиннического округа по Уфимскому уезду. Приходским священником Поляны (соответственно благочинным 6-го округа) в самом начале XX века стал Андрей Павлович Логочевский. Псаломщиком долгое время служил Венедикт Иванович Агров. Учителем земской школы в 1905 году стал 20-летний мещанин города Уфы Василий Федорович Белкин, в январе 1906 года он женился на Александре Владимировне Кибардиной, дочери умершего священника. Через несколько лет Белкин пошел служить счетоводом в Федоровское кредитное товарищество, продолжая жить в Поляне и числиться в мещанском сословии.
К 1913 году в селе насчитывалось 61 крестьянское хозяйство и 440 крестьян, 59 хозяйств составляли земельное товарищество. Общая площадь купчей земли составляла 1414 десятин. Большинство крестьян относились к категории зажиточных – 36 хозяев имели более 20 десятин земли (13 из них – от 30 до 40, а двое хозяев – более 40 десятин), в 47 хозяйствах засевалось более 6 десятин пашни (в 18 из них – более 10 десятин). Шесть хозяев держали не менее четырех рабочих лошадей, 17 – по три лошади, 30 – по две; 33 хозяина держали не менее трех коров, еще 18 – по две коровы.
Перепись 1917 года зафиксировала в селе (вместе с хутором Софийским) 79 домохозяйств и 557 человек, в том числе 51 беженца-белоруса. Среди лиц некрестьянских сословий отмечена 43-летняя школьная учительница Филицата Андреевна Старыгина. Интересная ситуация: в конце XIX века среднестатистическая семья в селе Поляна состояла из шести человек, а в 1913–1917 годах – из семи. В семье Сидора Мардарьевича Мартынова перепись 1917 года зафиксировала 14 человек, причем ему самому и его жене было по 76 лет. В семье Григория Григорьевича Коновалова перепись зафиксировала 17 человек, включая его 90-летнего отца. Для лучшей наглядности можно привести и более подробные данные по какому-нибудь конкретному домохозяйству. Например, возьмем семью зажиточного крестьянина Якова Макаровича Трегубова. Это была очень большая семья, даже по меркам того времени – состояла из пятнадцати человек. Главе семейства было 53 года, его жене 52. В доме Якова Макаровича проживало пять сыновей – 28, 25, 21, 17 и 14 лет, 13-летняя дочь, две снохи – 28 и 25 лет, три внука – 8 лет, 4 года, младшему не было и года, две внучки – 5 лет и 2 года. Кроме того, членом данного домохозяйства являлся работник 49 лет. Не исключено, что у Якова Макаровича были еще дочери, вышедшие замуж к 1917 году. Что касается старшего сына – Михаила Яковлевича Трегубова, то он пришел с войны инвалидом без обеих рук (получил ранение в марте 1915 г.). Хозяйство включало 31 десятину земли (18 десятин пашни), из скотины было четыре лошади, шесть коров, десять овец и одна свинья. Кроме сельского хозяйства Яков Макарович занимался кузнечным делом.
В 1918 году образован Полянский сельсовет. Первым председателем стал Иван Григорьевич Коновалов, секретарем – Федор Матвеевич Кожин. В 1920-е годы в составе сельсовета было пять земельных обществ (после революции сельские общества были преобразованы в земельные). В 1930 году был организован колхоз «Красный восход», куда вошли селения Поляновского сельсовета. В 1935 году в селе появился первый автомобиль ЗИС-5, а первым шофером стал Григорий Михайлович Трегубов. Андрей Логочевский священствовал вплоть до своей смерти в 1936 году, после чего церковь была закрыта, а в здании храма открыли клуб. В 1930-е годы село стало называться Бедеева Поляна, а в 1938–1962 годах село являлось административным центром Покровского района БАССР. В 1938 году была создана Полянская МТС. Перепись 1939 года зафиксировала в Бедеевой Поляне 812 человек. Статус райцентра способствовал развитию села – в Бедеевой Поляне были открыты средняя школа, детский сад, больница, аптека, столовая, дом культуры, почтовое отделение с радиоузлом, а также отделение госбанка и сберкасса. В 1950-е годы в состав Бедеевой Поляны официально вошли прилегающие деревни Глумилино и Гудино, в результате чего численность населения села стала превышать полторы тысячи человек. В 1957 году на базе Полянской МТС и на землях нескольких малорентабельных колхозов (в том числе колхоза имени Молотова в самой Бедеевой Поляне) был создан большой совхоз «Полянский» с центром в Бедеевой Поляне. В его состав вошло около трех десятков населенных пунктов Покровского района. Первым директором совхоза стал Юрий Владимирович Женихов. Совхоз получил 52 трактора, 37 комбайнов, 27 автомашин, а количество всех работников составило 1180 человек. В 1959 году в Бедеевой Поляне начал работать сушильный комбинат, а в 1966 – маслозавод. В 1970-е годы в селе построен большой комплекс на 800 коров. В 1970-е годы Бедеева Поляна являлась самым крупным (по количеству жителей) селом Благовещенского района. Значительный вклад в развитие села и всего совхоза «Полянский» внес директор совхоза Егор Никифорович Лихачев. В 1986 году в селе начала работать новая участковая больница.
Старая церковь была снесена в 1984-м, но в 2001–2003 годах рядом построено новое церковное здание. Настоятелем возрожденного храма стал протоиерей Александр Бурцев. Совхоз «Полянский» в постсоветскую эпоху был преобразован в СХПК «Новатор» (в настоящее время ООО Агрофирма «Надежда»). Сегодня в селе насчитывается около 1,8 тысячи жителей. Около 60 процентов населения составляют русские, также в значительном количестве представлены татары и марийцы.
Гудинский починок (Бедеевка). Был образован при реке Уса в 1872 году переселенцами из Вятской губернии. Крестьяне купили участок земли у Воронецкого по цене 14 рублей за десятину. В 1893 году крестьяне купили еще земли у наследников Воронецкого по цене 18 рублей за десятину. Гудинское сельское общество образовано в 1880-е годы. Среди крестьян починка были Андреевы, Евдокимовы, Тупицыны, Новокшеновы, Касьяновы, Перминовы, Сметанины, Шевнины, Комаровы, Зайцевы, Савиных и другие. Любопытный факт – в декабре 1883 года в Гудинском починке умер некий Георгий Степанович Потосин в возрасте 85 лет, бывший дворовой (данные из метрической книги). Интересно было бы выяснить, где он проживал и какому помещику принадлежал до 1861 года.
До 1894 года починок входил в приход села Федоровки, затем – в приход села Поляны. В 1895 году насчитывался 41 двор и 269 человек, были отмечены хлебозапасный магазин, маслобойка, воскобойное заведение, два овчинных, два красильных и восемь кулевых заведений.
В 1913 году насчитывалось 51 крестьянское хозяйство и 343 крестьянина, все входили в земельное товарищество, в собственности которого находилась почти вся земля – 1643 десятины из 1651. Большинство крестьян относились к категории зажиточных – 13 хозяев имели более 40 десятин земли, 6 хозяев – от 30 до 40, 23 хозяина – от 20 до 30. В восьми хозяйствах засевалось более 10 десятин пашни, в 16 – от 6 до 10 десятин. Четверо хозяев держали не менее четырех рабочих лошадей, 11 хозяев – по три лошади, 21 – по две; 25 хозяев – не менее трех коров, 15 – по две коровы. Только две семьи в полной мере относились к беднякам.
В 1917 году насчитывалось 63 домохозяйства и 319 человек, включая беженцев – 32 белоруса и 13 поляков.
В советское время данный населенный пункт входил в состав Полянского (с 1930-х годов – Бедеево-Полянского) сельсовета, в 1939 году насчитывалось 203 человека. В 1950-е годы деревня стала частью села Бедеева Поляна.
Глумилино (хутор Софийский). Первоначально Софийским хутором называлось небольшое поместье дворян Глумилиных при реке Уса. Крепостных крестьян при нем не было. Деревня была образована примерно в 1870 году переселенцами из разных мест, в том числе из Вятской губернии. Переселенцы купили участок земли у Глумилина по цене 13 рублей за десятину, деньги выплатили за семь лет. Первоначально в деревне было 10 дворов и 41 человек. В 1886 году крестьяне купили другой участок земли у дворянина Поклевского по цене 25 рублей за десятину, деньги выплатили за шесть лет. Участки покупались с хорошим лесом, продажей которого крестьяне выручили всю стоимость земли. Кроме своей земли крестьяне в течение некоторого времени арендовали на стороне пашню и покос. Глумилинское сельское общество образовано в 1880-е годы. До 1894 года деревня входила в приход села Федоровки, затем – в приход села Поляны. В 1895 году насчитывалось 44 двора и 269 человек, были отмечены хлебозапасный магазин, кожевенный завод, кузница, казенная винная лавка. Среди крестьян Глумилино были Андреевы, Кокорины, Носковы, Чистяковы, Голубевы, Стрелковы, Свинцовы, Новокшеновы, Логиновы, Горбуновы, Русских и другие. Любопытно, что в деревне проживали не только сельские обыватели, но и мещане города Бирска – например, Смердовы. Можно упомянуть еще и Злобиных – долгое время они были старообрядцами беглопоповского направления, но в 1905 году перешли в официальное православие.
В 1913 году насчитывалось 42 хозяйства и 283 человека, 40 хозяйств образовывали земельное товарищество, в собственности которого находилась почти вся земля – 754 десятины. Еще один хозяин имел 10 десятин в единоличной собственности. Большинство крестьян жили безбедно, 11 хозяев имели более 20 десятин земли (трое из них – более 40 десятин). В пяти хозяйствах засевалось более 10 десятин пашни, в восьми – от 6 до 10 десятин. Трое хозяев держали не менее четырех рабочих лошадей, семь хозяев – по три лошади, 21 – по две; 12 хозяев – не менее трех коров, 22 – по две коровы.
В 1917 году насчитывалось 47 домохозяйств и 303 человека, в том числе 10 белорусов-беженцев.
В советское время деревня входила в состав Полянского (с 1930-х годов – Бедеево-Полянского) сельсовета. Любопытный факт – в начале 1924 года председателем Полянского сельсовета стал богатый крестьянин деревни Глумилино С. К. Чикуров, ему принадлежало более 50 десятин земли. Перепись 1939 года зафиксировала в Глумилино 132 человека. В 1950-е годы деревня стала частью села Бедеева Поляна.
Продолжение следует…
11 июн 2018

## Население
| 1959 | 2002  | 2009  | 2010  |
| ---- | ----- | ----- | ----- |
| 817  | ↗1550 | ↗1790 | ↘1757 |

## Религия
В селе есть православная церковь Рождества Христова.